# Teius oculatus
Teius oculatus är en ödleart som beskrevs av D’Orbigny och Bibron 1837. Teius oculatus ingår i släktet Teius och familjen tejuödlor. Inga underarter finns listade i Catalogue of Life.
Arten förekommer i södra Brasilien, östra Paraguay, Uruguay och norra Argentina. Habitatet varierar mellan slättlandsområdet Gran Chaco, fuktiga eller torra skogar och Pampas. Individerna äter leddjur. Honor lägger ägg.
För beståndet är inga hot kända. IUCN listar Teius oculatus som livskraftig (LC).